# キャサリン・マーシャル (作家)
キャサリン・マーシャル（Catherine Marshall、1914年9月27日 - 1983年3月18日）はアメリカ合衆国の作家。

## 作品
- 『愛はいずこに』堀田 勝郎 (訳)　日本教文社　1965
- 『祈りの冒険』松代恵美（訳）　いのちのことば社　1980
- 『私は神と出会った- キャサリン・マーシャル自伝』石井清子（訳）　日本教文社　1982